# Feminism & Psychology
Feminism & Psychology est une revue trimestrielle à comité de lecture qui couvre les champs de la théorie et des pratiques féministes en psychologie. Elle est créée en 1991 et est publiée par Sage Publications.
Catriona Macleod, professeure de psychologie à l'université Rhodes, est rédactrice en chef de la revue, Jeanne Marecek (Swarthmore College) et Rose Capdevila (Open University) en sont les co-rédactrices. 

## Indexation
La revue est indexée dans Scopus et SSCI. Selon Journal Citation Reports, la revue avait en 2015 un facteur d'impact de 1.290, se classant 53e sur 129 revues dans la catégorie « psychologie multidisciplinaire » et 11e sur 40 revues dans la catégorie « Études féminines ».